# قمر فرعی

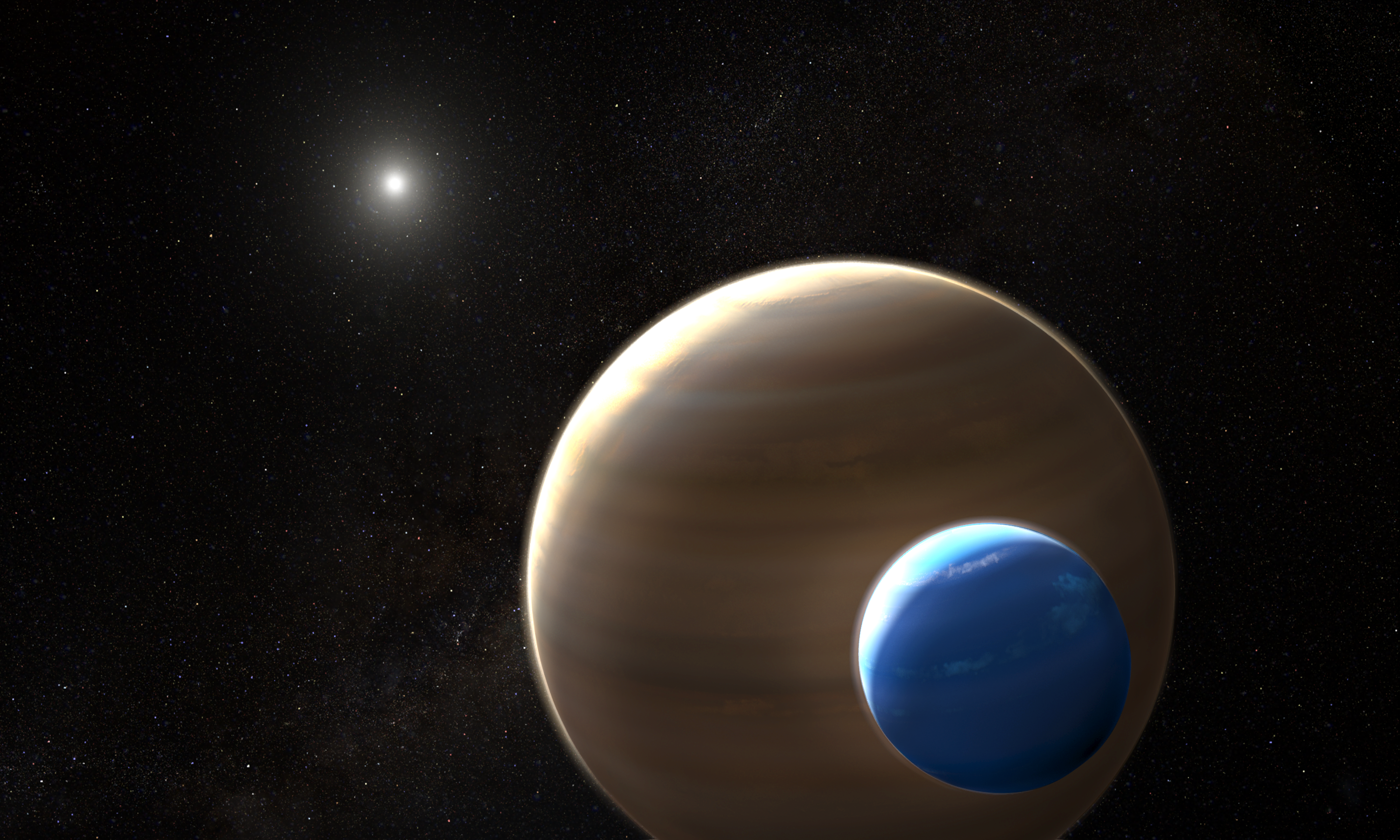
برداشت هنرمند از قمر فراخورشیدی کپلر ۱۶۲۵بی ۱ که در حال گردش به دور سیاره فراخورشیدی کپلر ۱۶۲۵ بی است. کپلر ۱۶۲۵بی از نظر تئوری می‌تواند خود یک قمر فرعی باشد.

قمر فرعی (انگلیسی: Subsatellite) که با نام‌های قمرقمر و گاهی نیز قمر دوتایی نیز شناخته می‌شود، خود قمر یک قمر دیگر یا یک ماه طبیعی است که به دور قمر یک سیاره می‌چرخد.
از بررسی تجربی ماهواره‌های طبیعی (قمرها) در منظومه شمسی چنین برداشت می‌شود که قمرهای فرعی ممکن است عناصری کمیاب، هرچند ممکن، در منظومه‌های سیاره‌ای باشند. در منظومه شمسی، سیاره‌های غول پیکر دارای مجموعه‌های بزرگی از ماه‌های طبیعی (قمرها) هستند. بیشتر سیاره‌های فراخورشیدی کشف شده سیاره‌های غول پیکر هستند. دست کم یکی، کپلر ۱۶۲۵ بی (Kepler-1625b)، ممکن است یک خود یک قمر فراخورشیدی بسیار بزرگ به نام (کپلر ۱۶۲۵ بی۱) (Kepler-1625b I) داشته باشد که از نظر تئوری می‌تواند میزبان یک قمر فرعی باشد.